# 藍色龍舌蘭
藍色龍舌蘭（英語：Tequila agave，學名：Agave tequilana），又稱特基拉龍舌蘭，是龍舌蘭屬的一個物種，是龍舌蘭屬中能作為龍舌蘭酒中等級最高的「特基拉酒」（Tequila）的原料。藍色龍舌蘭是墨西哥哈利斯科州重要的農作物，生長於超過1500公尺的高山上的沙質土壤，長度可達兩公尺，約五年後可長達五公尺。

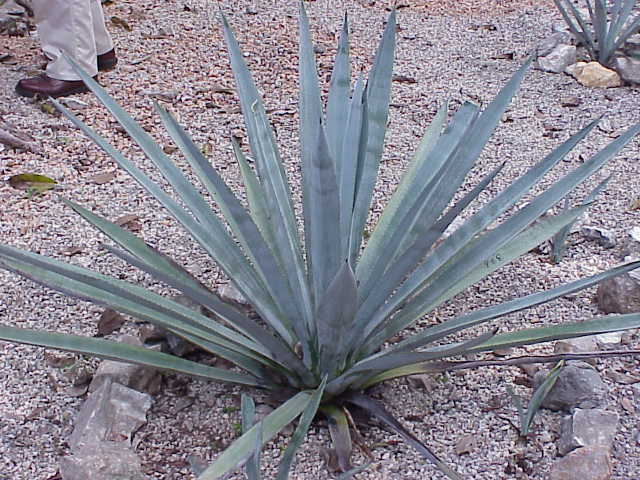
藍色龍舌蘭

藍色龍舌蘭通常在戶外培養，但波士顿有一個在室內培養的藍色龍舌蘭生長超過50歲、莖部達9米的，生長超過溫室頂部，在2006年開花。